# Legião Futebol Clube
O Legião Futebol Clube é um clube de futebol brasileiro, sediado em Brasília, no Distrito Federal. Fundado em 2001 como uma equipe amadora vinculada ao projeto social Legião de Craques, voltado para crianças de baixa renda, o clube tem seu nome em homenagem à banda Legião Urbana. A equipe se profissionalizou-se em 11 de maio de 2006.

## História
Em seu primeiro ano como profissional, em 2006, o Legião ganhou o seu primeiro título, o Campeonato Brasiliense da Terceira Divisão, derrotando na final o Brasília.
No ano seguinte, foi vice-campeão da Segunda Divisão, perdendo na final para o Brazlândia, mas ascendendo, mesmo assim, à Primeira Divisão em 2008.
Na primeira fase o Legião teve uma campanha impecável com oito vitórias em oito jogos. Foram 22 gols marcados e apenas um gol sofrido. A única derrota foi justamente na final quando foi surpreendentemente derrotado pelo Brazlândia por 4 a 2.

### Primeira Divisão
O time disputou em 2008 pela primeira vez na elite do futebol candango, a equipe conseguiu permanecer na primeira divisão, ficando na sexta colocação. O Ceilândia, segundo melhor classificado, desistiu da vaga a série C, que passou para o Brazlândia. Como o Brazlândia também desistiu, a vaga acabou com o Legião.

### Campeonato Brasileiro Série C 2008
Com isso a equipe disputou em 2008 pela primeira vez o Campeonato Brasileiro da Série C. A equipe foi eliminada na primeira fase, ficando em último lugar no grupo que também tinha o Esporte Clube Dom Pedro II, também de Brasília, o Anápolis Futebol Clube, de Anápolis, e o Itumbiara Esporte Clube, de Itumbiara.

### Rebaixamento
Em 2009, a equipe não conseguiu se manter, ficando em sétimo lugar e sendo rebaixado para a segunda divisão. Em 2010, a equipe ficou em sétimo lugar na segunda divisão, não conseguindo retornar para a primeira divisão.

### Retorno e Novo Rebaixamento
Diferentemente das outras temporadas, na segunda divisão de 2011, seis equipes subiram para disputar a primeira divisão no ano seguinte. Com isso, com a quarta colocação, a equipe voltou a primeira divisão.
A equipe permaneceu na primeira divisão durante os anos de 2012 e 2013, caindo novamente em 2014.

## Clássicos

### Legião x Capital
O confronto entre o Legião e o Capital é considerado como o clássico do rock, pela alusão a duas das principais bandas de rock brasilienses, o Legião Urbana e o Capital Inicial. Apesar da origem do nome do capital ser pelo fato do clube estar localizada na capital federal.

## Títulos
| Estaduais                 | Estaduais                           | Estaduais | Estaduais  |
|                           | Competição                          | Títulos   | Temporadas |
| ------------------------- | ----------------------------------- | --------- | ---------- |
| Distrito Federal (Brasil) | Campeonato Brasiliense - 3ª Divisão | 1         | 2006       |
| Internacionais            |                                     |           |            |
|                           | Competição                          | Títulos   | Temporadas |
| México                    | Copa México Continental             | 1         | 2013       |

## Estatísticas

### Participações
|  | Participações em 2025 |

| Competição                | Competição             | Temporadas | Melhor campanha            | Estreia | Última | P | R |
| Distrito Federal (Brasil) | Campeonato Brasiliense | 6          | 6º colocado (2008)         | 2008    | 2025   |   | 3 |
| Distrito Federal (Brasil) | 2ª Divisão             | 12         | Vice-campeão (2007 e 2024) | 2007    | 2024   | 2 | – |
| Distrito Federal (Brasil) | 3ª Divisão             | 1          | Campeão (2006)             | 2006    | 2006   | 1 |   |
| Brasil                    | Série C                | 1          | 40º colocado (2008)        | 2008    | 2008   | – | – |